# Coupe du monde de patinage de vitesse sur piste courte 2013-2014
Navigation
Édition précédente Édition suivante
La coupe du monde de patinage de vitesse sur piste courte 2013-2014 se déroule entre le 26 septembre 2013 à Shanghai (Chine) et le 17 novembre 2013 à Kolomna (Russie). La compétition est organisée par l'Union internationale de patinage.
Les différentes épreuves sont le 500 mètres, 1 000 mètres, 1 500 mètres et le relais par équipes chez les hommes et chez les femmes.
Cette compétition est composée de 4 manches. Les différentes villes qui accueillent l'évènement sont par ordre chronologique Shanghai, Séoul, Turin et Kolomna.

## Résultats

### Hommes

#### ShanghaiChine
| Distance       | Gagnant         | Second            | Troisième       |
| 500 m          | Charles Hamelin | Vladimir Grigorev | Eduardo Alvarez |
| 1 000 m        | Charles Hamelin | Niels Kerstholt   | Lee Han-bin     |
| 1 500 m        | Noh Jin-kyu     | Charles Hamelin   | Viktor Ahn      |
| 5 000 m relais | États-Unis      | Corée du Sud      | Canada          |

#### SéoulCorée du Sud
| Distance       | Gagnant         | Second      | Troisième     |
| 500 m          | Viktor Ahn      | Wu Dajing   | Park Se-yeong |
| 1 000 m        | Wu Dajing       | Viktor An   | Park Se-yeong |
| 1 500 m        | Charles Hamelin | Lee Han-bin | Viktor Ahn    |
| 5 000 m relais | Canada          | États-Unis  | Royaume-Uni   |

#### TurinItalie
| Distance       | Gagnant         | Second             | Troisième         |
| 500 m          | Charles Hamelin | Viktor Ahn         | Olivier Jean      |
| 1 000 m        | Charles Hamelin | Viktor Ahn         | Vladimir Grigorev |
| 1 500 m        | Lee Han-bin     | John-Henry Krueger | Sjinkie Knegt     |
| 5 000 m relais | Canada          | Russie             | Pays-Bas          |

#### KolomnaRussie
| Distance       | Gagnant         | Second            | Troisième         |
| 500 m          | Viktor Ahn      | Vladimir Grigorev | Wu Dajing         |
| 1 000 m        | Charles Hamelin | Thibaut Fauconnet | J.R. Celski       |
| 1 500 m        | J.R. Celski     | Viktor Ahn        | Thibaut Fauconnet |
| 5 000 m relais | États-Unis      | Russie            | Corée du Sud      |

### Femmes

#### ShanghaiChine
| Distance       | Gagnant      | Second        | Troisième          |
| 500 m          | Fan Kexin    | Park Seung-hi | Marianne St-Gelais |
| 1 000 m        | Shim Suk-hee | Kim Alang     | Li Jianrou         |
| 1 500 m        | Shim Suk-hee | Kim Alang     | Jorien ter Mors    |
| 5 000 m relais | Corée du Sud | Chine         | Italie             |

#### SéoulCorée du Sud
| Distance       | Gagnant      | Second        | Troisième       |
| 500 m          | Wang Meng    | Fan Kexin     | Arianna Fontana |
| 1 000 m        | Shim Suk-hee | Park Seung-hi | Kim Alang       |
| 1 500 m        | Kim Alang    | Shim Suk-hee  | Valérie Maltais |
| 5 000 m relais | Corée du Sud | Chine         | Canada          |

#### TurinItalie
| Distance       | Gagnant      | Second          | Troisième     |
| 500 m          | Wang Meng    | Arianna Fontana | Fan Kexin     |
| 1 000 m        | Shim Suk-hee | Kim Alang       | Park Seung-hi |
| 1 500 m        | Shim Suk-hee | Park Seung-hi   | Zhou Yang     |
| 5 000 m relais | Corée du Sud | Chine           | Italie        |

#### KolomnaRussie
| Distance       | Gagnant         | Second          | Troisième      |
| 500 m          | Wang Meng       | Fan Kexin       | Shim Suk-hee   |
| 1 000 m        | Arianna Fontana | Kim Alang       | Elise Christie |
| 1 500 m        | Shim Suk-hee    | Valérie Maltais | Zhou Yang      |
| 5 000 m relais | Chine           | Corée du Sud    | Italie         |

## Classements finaux

### Hommes
| Distance       | Gagnant         | Second          | Troisième         |
| 500 m          | Viktor Ahn      | Charles Hamelin | Vladimir Grigorev |
| 1 000 m        | Charles Hamelin | Viktor Ahn      | Niels Kerstholt   |
| 1 500 m        | Charles Hamelin | Lee Han-bin     | Viktor Ahn        |
| 5 000 m relais | États-Unis      | Canada          | Russie            |

### Femmes
| Distance       | Gagnante     | Seconde      | Troisième       |
| 500 m          | Wang Meng    | Fan Kexin    | Arianna Fontana |
| 1 000 m        | Shim Suk-hee | Kim Alang    | Arianna Fontana |
| 1 500 m        | Shim Suk-hee | Kim Alang    | Zhou Yang       |
| 3 000 m relais | Chine        | Corée du Sud | Italie          |